# ブニョール
ブニョール（バレンシア語 : Bunyol、スペイン語 : Buñol）は、スペイン・バレンシア州バレンシア県のムニシピ（基礎自治体）。毎年8月の最終水曜日に行われるトマト祭り「トマティーナ」で知られる。公式名は二言語の名称をスラッシュでわけたBuñol/Bunyol。

## 地理
面積は112.40平方キロメートル。2014年の人口は9,835人。バレンシア州の州都バレンシアの38km西に位置する。自治体内をブニョール川が流れ、ラス・カブリーリャス山地、ドス・アグアス山地、マラカラ山地、マルテス山地などに囲まれている。レンフェ（スペイン国鉄）の路線でバレンシアと結ばれている。
地元経済は工業と農業が混合しており、農業ではイナゴマメ、アーモンド、オリーブ、ブドウ、その他の果樹などを栽培している。

## 祭礼
8月の最終水曜日にはトマティーナ（トマト祭り）と呼ばれる収穫祭が行われる。前夜祭には屋台や移動遊園地が設置され、家々の壁がビニールシートで覆われる。翌日にはパロ・ハボンを引き金として、プエブロ広場でトマト投げの乱痴気騒ぎが繰り広げられる。この祭りの起源は諸説あり、若者同士のケンカが由来であるとする説、住民の階級闘争が由来であるとする説などがある。
人口1万人足らずの小さな町に世界各国から観光客が集まる。
2008年には人口の4倍以上に当たる約4万人が参加。北京オリンピックで5位入賞したスペイン男子水球チームも特別参加し、トマト120トンを投げ合った。

## 政治

### 歴代首長
| 任期      | 首長名                                   | 政党      |
| --------- | ---------------------------------------- | --------- |
| 1979–1983 | ジョアキン・マスマノ・イバニェス         | PCE       |
| 1983–1987 | ジョアキン・マスマノ・パルメル           | PCE       |
| 1987–1991 | ジョアキン・マスマノ・パルメル           | EUPV      |
| 1991–1995 | フアン・アンドレス・ペレリョ・ロドリゲス | PSOE      |
| 1995–1999 | ジョアキン・マスマノ・パルメル           | EUPV      |
| 1999–2003 | ミネルバ・ゴメス・ペレリョ               | EUPV      |
| 2003–2007 | フェルナンド・ヒラルドス・ロセル         | PSPV-PSOE |
| 2007–2011 | フェルナンド・ヒラルドス・ロセル         | PSPV-PSOE |
| 2011–2015 | ジョアキン・マスマノ・パルメル           | EUPV      |
| 2015–2019 | ラファエル・ペレス・ヒル                 | EUPV      |
| 2019–2023 | n/d                                      | n/d       |
| 2023–     | n/d                                      | n/d       |